# 宪政商榷会
宪政商榷会，民国初期国会内的一个政治派别，1916年6月6日袁世凯死，黎元洪继任大总统，宣布恢复《临时约法》和国会。8月1日国会重开。原国民党议员形成了两派势力，张继、王正廷、彭允彝的“客庐系”，和林森、居正、田桐的“丙辰俱乐部”。9月9日，张继、林森合并组成“宪政商榷会”，11月又拉进原进步党议员丁世峄、孙洪伊的“韬园系”入会，形成了一个360多人的议会派别，是为“商榷系”，与梁启超的“研究系”、段祺瑞的“中和俱乐部”相抗衡。后商榷系分成三支，激进派的“民友社”，温和派的“益友社”和“政学会”。
1916年9月15日国会开会，审议宪法草案，关于省制问题，商榷系主张规定省制大纲，省长民选；研究系议员反对，主张省长由总统委任。12月8日国会开会，再讨论省制问题时，商榷系议员和研究系议员发生斗殴。